# Olynthe
Olynthe (grec ancien : Όλυνθος, « figue tardive» : la région abonde en figues) est une ancienne ville de Chalcidique, construite principalement sur deux plateaux de 30 à 40 m de hauteur, dans une plaine fertile, sur le golfe de Torone, près de l'isthme de la péninsule de Pallène, à environ 2,5 kilomètres de la mer et environ 60 stades (soit 9 km) de Potidée.

## Histoire

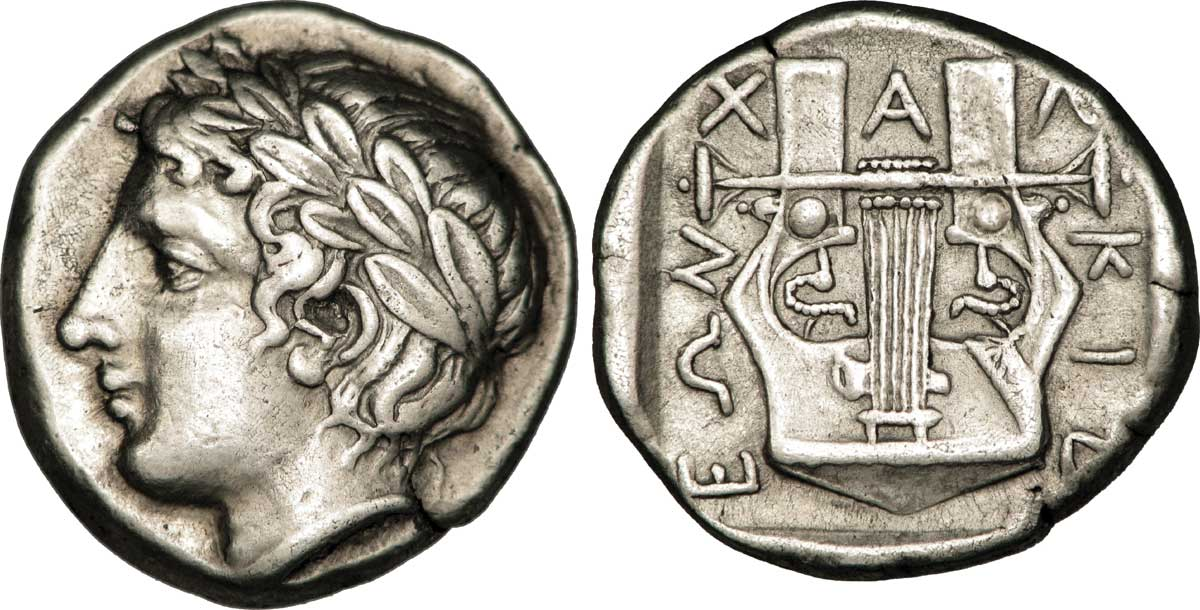
Tétradrachme de la ligue chalcidique à l'effigie d'Apollon et de sa lyre.

La colline sud a été le siège d'un petit établissement néolithique, abandonné au cours de l'âge du bronze, puis réoccupé au cours du VIIe siècle avant notre ère. Puis la ville fut la possession des Bottiens, tribu thrace chassée de Macédoine par Alexandre[réf. nécessaire], jusqu'en -479, lorsque le général perse Artabaze, de retour de l'escorte de Xerxès sur l'Hellespont, soupçonnant qu'une révolte avait été méditée contre le Grand Roi, remit la ville à Critobule et à une nouvelle population composée de Grecs de la région de Chalcidique. Hérodote rapporte qu'une fois Artabaze battu, les Bottiens revinrent vivre dans la région.
En 432 av. J.-C., Olynthe fut impliquée dans la guerre entre Athènes et la Macédoine. Selon Thucydide, Perdiccas persuada les Chalcidiens d'abandonner leurs villes côtières pour se réfugier dans l'enceinte fortifiée d'Olynthe qui devint ainsi une ville importante qui s'étendit sur la colline située au nord de la vieille ville. Le cœur de la vieille ville fut abandonné et conserva sa structure urbaine irrégulière, dans laquelle les fouilles ont identifié le Bouleutérion. Perdiccas désirait réaliser un synœcisme complet de ces différentes cités, afin d'accroître la puissance d'Olynthe, mais elles préférèrent garder leurs particularismes. Pour cette raison, en 423 av. J.-C., Olynthe prit la tête d'une Ligue chalcidienne plus ou moins informelle, constituée de ces différentes cités.
La cité prit part à la guerre du Péloponnèse contre les Athéniens d'abord, puis contre les Spartiates. À la tête de la Ligue de Chalcidique, elle accéda à l'indépendance après la paix conclue entre Athènes et Sparte en 421 av. J.-C. Olynthe combat à nouveau Athènes lors de la Guerre des Alliés en 357/355 av. J.-C., où elle se range du côté de la Macédoine. Elle en profite pour recevoir des Macédoniens les territoires d'Amonte et de Potidée et cela malgré la destruction de cette dernière au printemps 356 av. J.-C., du fait de son importance maritime.
Lors de la troisième guerre sacrée, en 352 av. J.-C., les relations entre Philippe II et la Ligue Chalcidienne se dégradent. La puissance militaire ainsi que l'expansion rapide de Philippe II effraient Olynthe qui décide de s'allier à Athènes à la fin de l'année 350 av. J.-C.. Le roi macédonien est prêt dès l'année suivante à engager le conflit. Il demande aux Chalcidiens de livrer ses deux beaux-frères qui ont fui la Macédoine, la Ligue refuse. À l'été 349 av. J.-C. à Athènes, Démosthène prononce son introduction aux Olynthiennes, où il demande vainement l'intervention d'Athènes pour venir au secours d'Olynthe.
Le roi macédonien assiège alors la ville, la conquiert grâce à la trahison d'Euthycratès et de Lasthénès, chefs de la cavalerie olynthienne, puis la détruit en 348 av. J.-C. Les habitants sont réduits en esclavage puis dispersés en Thrace et en Macédoine ; la cité est alors abandonnée.

## Topographie, archéologie

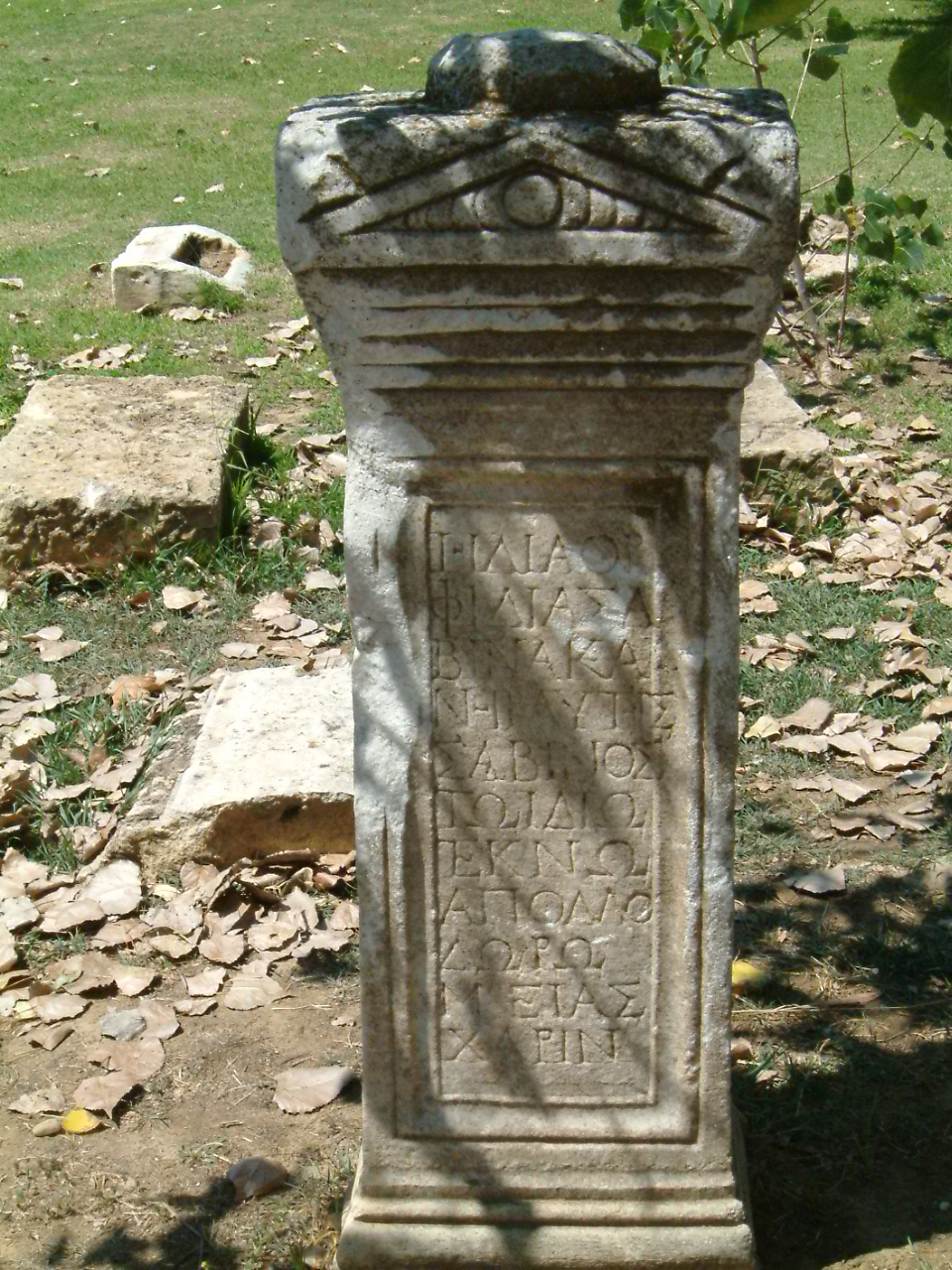
Cippe funéraire, Olynthe

La ville d'Olynthe est l'une des villes grecques classiques les mieux connues des archéologues. 
Elle s'étend sous la colline Μεγάλη Τούμπα - Megalè Toumba : « La grande butte », près du village de Myriophyto : les « myriades de plantes ». Ce site a été identifié en 1902. Entre 1914 et 1916 ont été dressés des plans en vue d'une fouille par l'École britannique d'Athènes, qui n'eut jamais lieu, en raison de la Première Guerre mondiale.
La ville ancienne s'étend sous deux buttes séparées par un petit vallon et couvre une zone de 1 500 m de longueur et 400 m de largeur.
Les fouilles ont été menées à partir de 1928 par l'École américaine d'études classiques d'Athènes, sous la direction du professeur D. M. Robinson, de l'université Johns-Hopkins, qui a effectué quatre saisons de travaux, en 1928, 1931, 1934 et 1939. Les résultats des fouilles ont été publiés en quatorze volumes in-folio. Les fouilles ont mis au jour plus de cinq hectares de la cité d'Olynthe et une partie de Mécyberne, port d'Olynthe. Les fouilles ont été rapidement menées sur la butte Nord en raison de la stratigraphie simple de ce quartier occupé sur une durée de 84 ans seulement et définitivement détruit sans subir de transformations ultérieures, alors que celles de la butte Sud, beaucoup plus complexes, progressaient beaucoup plus lentement. Le travail a été excellent pour l'époque, et reste extrêmement précieux. Une grande partie de la stratigraphie de la butte Nord a été reconstituée par Nicholas Cahill. Le site est maintenant à la charge de Julia Vokotopoulou et du 16e Éphorat grec des antiquités classiques. 
L'établissement néolithique, situé sur la périphérie sud du site antique, a été daté du IIIe millénaire av. J.-C. Les maisons ont été construites avec des blocs de pierre et comprenaient une ou deux pièces. La céramique, avec des vases monochromes, est caractéristique de cette période. La fin de cette installation rurale a été brutale. Elle se situe autour du premier millénaire.

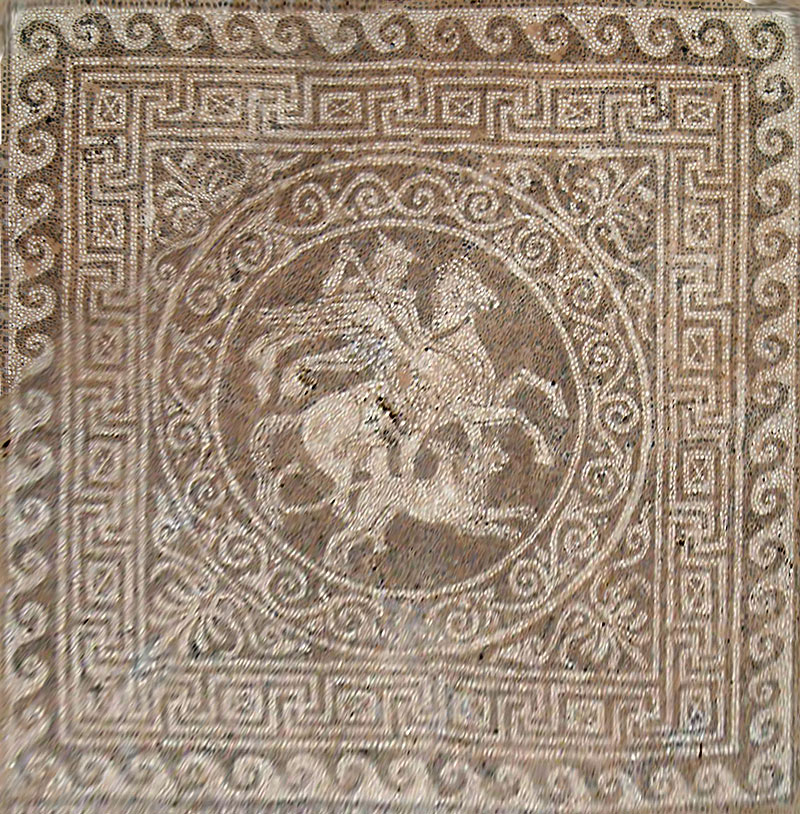
Mosaïque d'une maison d'Olynthe, montrant Bellérophon

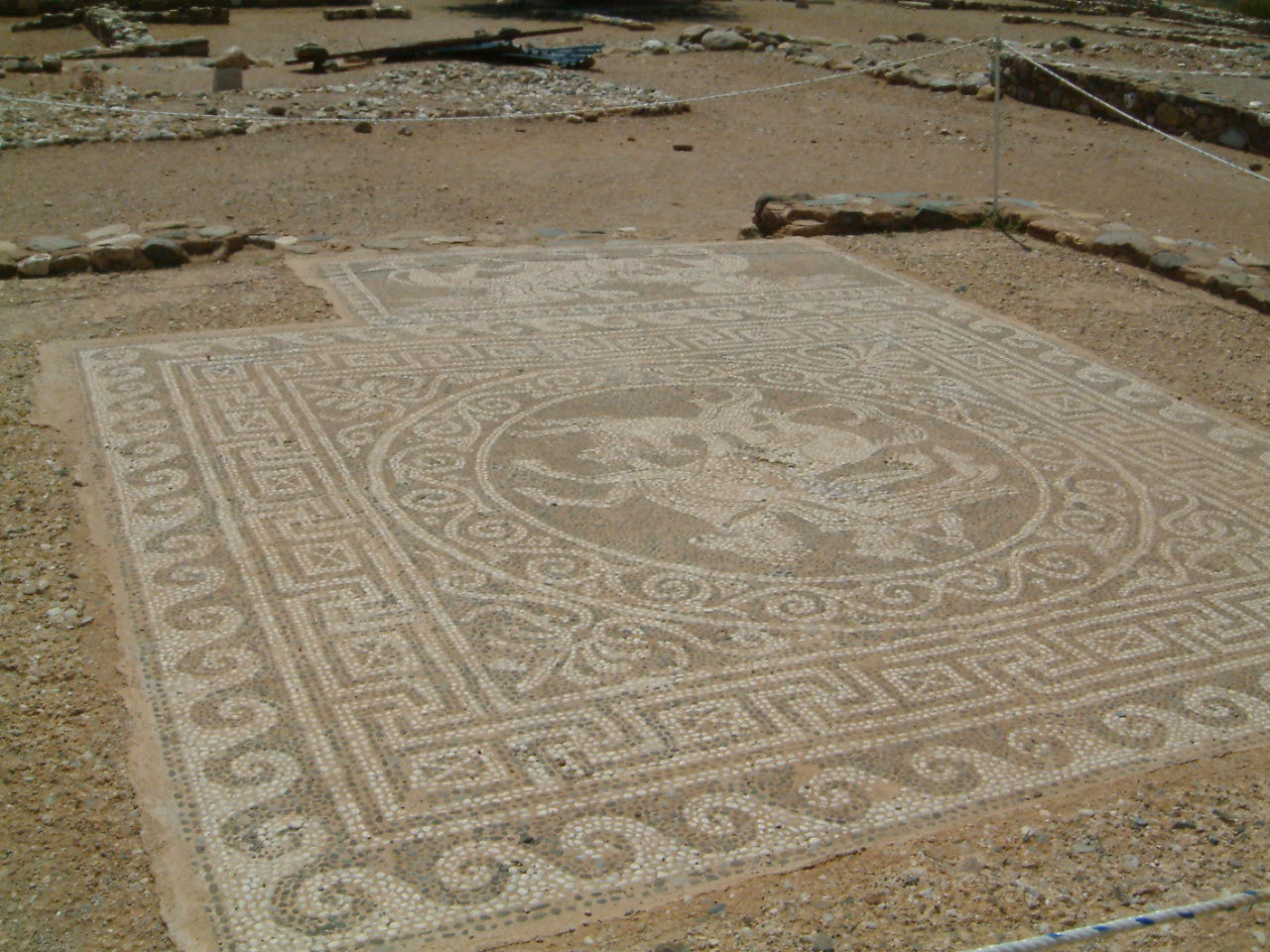
Même mosaïque, vue du sol

La ville archaïque a été construite selon un plan d'urbanisme de type provincial, tout au long de la colline sud. Deux voies ont été révélées le long des bords est et ouest de la colline. Elles communiquaient entre elles par des rues transversales. L'avenue du sud était bordée de magasins et de petites maisons qui ont été retrouvés, alors que la partie administrative était située sur partie nord de la colline, où furent trouvés l'agora et le presbytérion.
La ville classique a été établie sur la colline Nord beaucoup plus vaste et sur sa pente ouest. Les fouilles, qui couvrent seulement un dixième de la superficie totale de la ville, ont révélé un plan hippodamien aux rues orthogonales caractéristiques. Deux grandes avenues ont été mises au jour, avec une amplitude de 7 mètres et des rues verticales et horizontales qui divisent la zone urbaine en îlots. Chacun d'eux comprenait dix maisons à deux étages, avec une cour pavée. De riches villas ont été exhumées dans la banlieue aristocratique de la ville, située dans la partie orientale de la colline nord. On y a trouvé des mosaïques, parmi les plus anciennes de l'art de la Grèce. 
La ville archaïque autant que classique était protégée par un long mur de terre, dont on a retrouvé une partie des fondations, entre autres sur la colline Nord, sans rien révéler de leur méthode de construction. Les archéologues supposent qu'ils étaient faits d'une base de pierres, avec des briques séchées au soleil, mais on ne peut en dire davantage, vu que la ville a été littéralement rasée par Philippe II de Macédoine. 
Concernant les bâtiments publics, l'agora est placée à la pointe sud de la colline nord, près de la porte est, avec une fontaine publique, un arsenal et un conseil municipal (Βουλευτήριον). 
Un petit musée montre des objets trouvés à Olynthe, et l'ensemble du site archéologique est ouvert durant la journée.

## Olynthe moderne
La ville moderne, anciennement Myriophyto, maintenant appelée Olynthos ou Néa Olynthos, se trouve située sur un petit plateau, du côté ouest de la rivière Olynthios ou Resetenikia (dans les temps anciens, elle portait le nom de Sandanos), du côté opposé aux vestiges de la ville antique.

## Sources, notes et références

### Sources
- Les trois Olynthiennes de Démosthène
- Xénophon, Helléniques [lire en ligne], V, 2.
- (en) « Olynthe », dans Encyclopædia Britannica [détail de l’édition], 1911 (lire sur Wikisource).
- Liddell & Scott, Greek-English Lexicon, (1889/1996). Oxford, Clarendon Press.
- George Grote, A History of Greece, Londres, 1862.  74–108.
- Charles Rollin, Ancient History (1844), Philadelphie, John B. Perry.
- Nicholas Cahill, Household and City Organization at Olynthus.
- Raymond Dessy, Exile from Olynthus.
- Nicholas Cahill, Olynthus à Perseus